# Robert Pereira da Silva
Robert Pereira da Silva (10 april 1985) is een voormalig Braziliaans voetballer.

## Carrière
Robert speelde in 2003 voor Kashiwa Reysol.

## Statistieken
| Japan   | Japan          | Japan       | League | League | Emperor's Cup | Emperor's Cup | J-League Cup | J-League Cup | Totaal | Totaal |
| Seizoen | Club           | League      | Wed.   | Goals  | Wed.          | Goals         | Wed.         | Goals        | Wed.   | Goals  |
| ------- | -------------- | ----------- | ------ | ------ | ------------- | ------------- | ------------ | ------------ | ------ | ------ |
| 2003    | Kashiwa Reysol | J. League 1 | 1      | 0      | 0             | 0             | 1            | 0            | 2      | 0      |
| Totaal  | Totaal         | Totaal      | 1      | 0      | 0             | 0             | 1            | 0            | 2      | 0      |